# Bongo (Ghana)
Pour les articles homonymes, voir Bongo (homonymie).
Bongo est une localité de l'extrême nord-est du Ghana, capitale du district de Bongo dans la Région du Haut Ghana oriental.

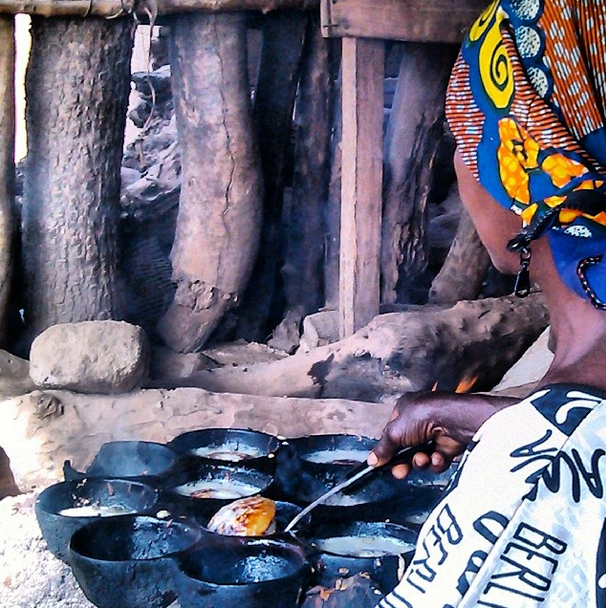
Femme de Bongo préparant du maasa, une sorte de crêpe de tradition haoussa